# Wiktor Pawłowski
Wiktor Pawłowski (ur. 1933, zm. 11 grudnia 2021) – polski chemik, dr hab.

## Życiorys
Obronił pracę doktorską, następnie uzyskał stopień doktora habilitowanego. Został zatrudniony na stanowisku profesora w Instytucie Chemii na Wydziale Matematycznym i Przyrodniczym Akademii Świętokrzyskiej im. Jana Kochanowskiego, oraz pracował na Wydziale Chemii Uniwersytetu Warszawskiego.

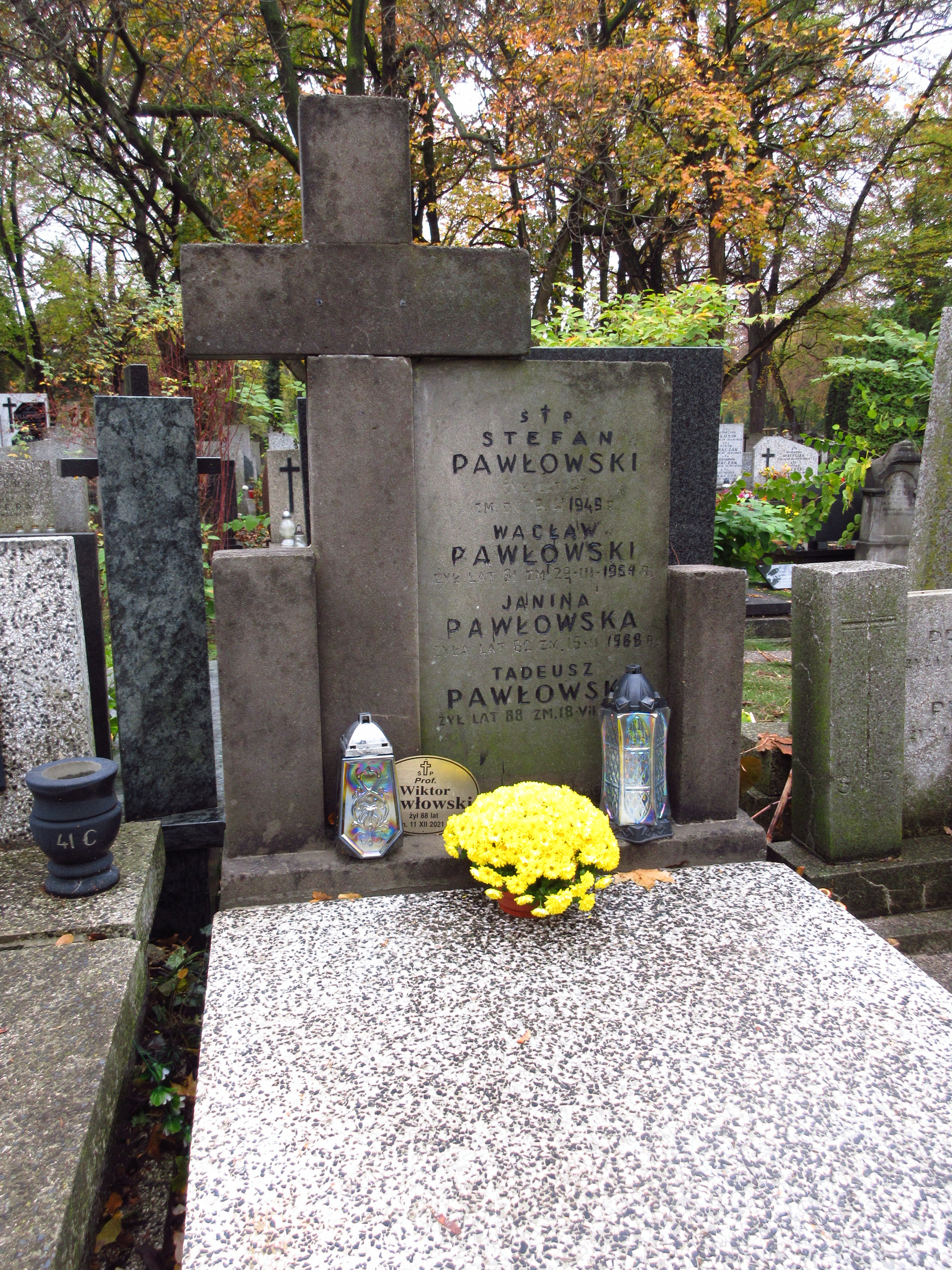
Grób profesora Wiktora Pawłowskiego na Cmentarzu Bródnowskim.

Zmarł 11 grudnia 2021. Pochowany na cmentarzu Bródnowskim (kwatera 41C-I-23).